# ハマベンケイソウ属
ハマベンケイソウ属（ハマベンケイソウぞく、学名：Mertensia）は、ムラサキ科の属の1つ。

## 特徴
多年草。植物体は青白色をおびることが多く、ときにやや多肉質となる。葉は互生し、無毛または圧毛があり、ときに明点がある。花序は茎先につき、総状または円錐状になる。苞がある種とない種とがある。花は合弁花冠で筒状鐘形になり、下垂して開き、先端は浅く5裂する。花冠喉部に横の襞があるかまたは鱗片状の付属体がある。雄蕊は5個あり、花筒内部につく。子房は4裂し、基部から花柱が1個でる。果実は4個の分果となり、分果は4面体状で毛はなく、ときに分果の稜上に翼がある。

## 分布
15-20種が、北半球の亜寒帯に分布し、日本には2種ある。

## 学名の由来
属名 Mertensiaは、ドイツの植物学者フランツ・カール・メルテンス (1764 – 1831) への献名。

## 種

### 日本に分布する種
- ハマベンケイソウ Mertensia maritima (L.) Gray subsp. asiatica Takeda[4] - 北アメリカに分布するメルテンシア・マリティマ Mertensia maritimaを基本種とする亜種。多肉質でほとんど無毛。花序に苞があり、分果は肉質となり、表面は平滑となる。本州・北海道、サハリン、千島列島、アリューシャン列島、オホーツク海沿岸、朝鮮半島に分布し、海岸の砂地や礫地に生育する[2]。
- エゾルリソウ Mertensia pterocarpan (Turcz.) Tatew. et Ohwi var. yezoensis Tatew. et Ohwi[5] - 肉質でなく、葉や花序にかたい圧毛がある。萼裂片は両面有毛。花序に苞がなく、分果は扁平となり、稜上に広い翼がある[2]。日本固有種[6]。北海道に分布し、高山帯の草地に生育する[2][6]。絶滅危惧IA類(CR)（2017年、環境省）。
  - チシマルリソウ Mertensia pterocarpan (Turcz.) Tatew. et Ohwi var. pterocarpan[7] - エゾルリソウの分類上の基本種。萼片が細く背面が無毛。北海道内の変種 var. yezoensis にも萼片背面の毛の密度に変異があり、変種を区別しない意見もある。南千島および中部千島に分布する[2]。

### 国外に分布する主な種
Mertensia, The Plant Listから
- Mertensia bella Piper
- Mertensia ciliata (James ex Torr.) G.Don
- Mertensia lanceolata (Pursh) DC. ex A.DC.
- Mertensia longiflora Greene
- Mertensia oblongifolia (Nutt.) G.Don
- Mertensia paniculata (Aiton) G.Don
- Mertensia virginica (L.) Pers. ex Link

## ギャラリー

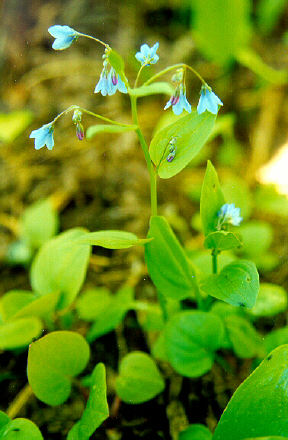
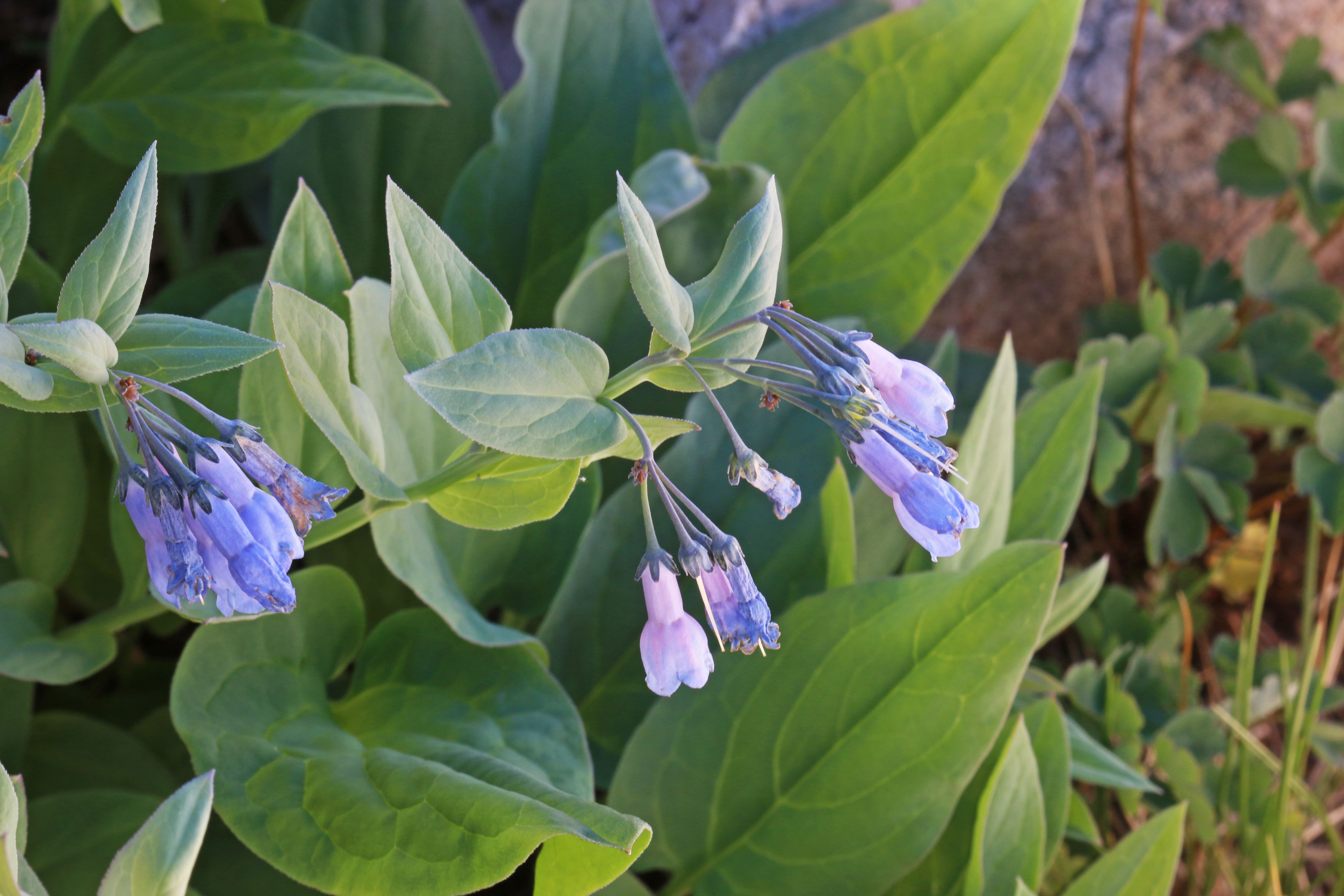
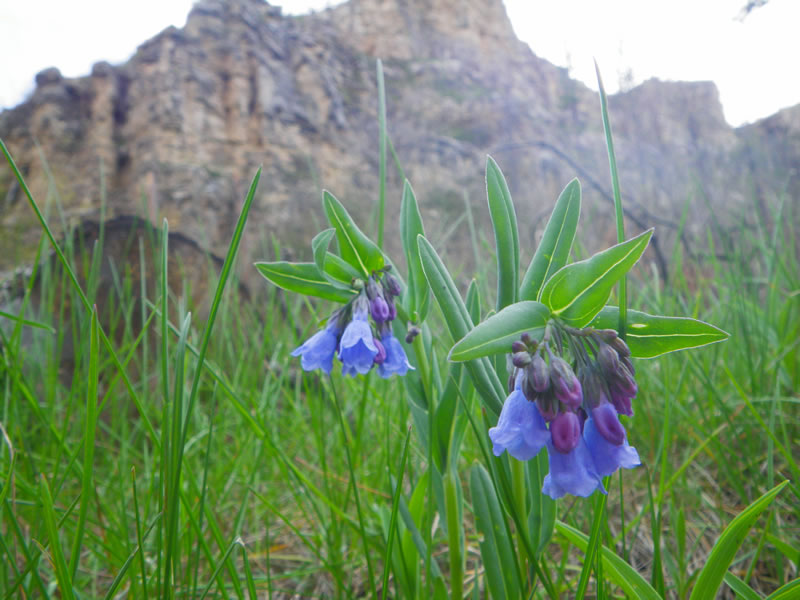
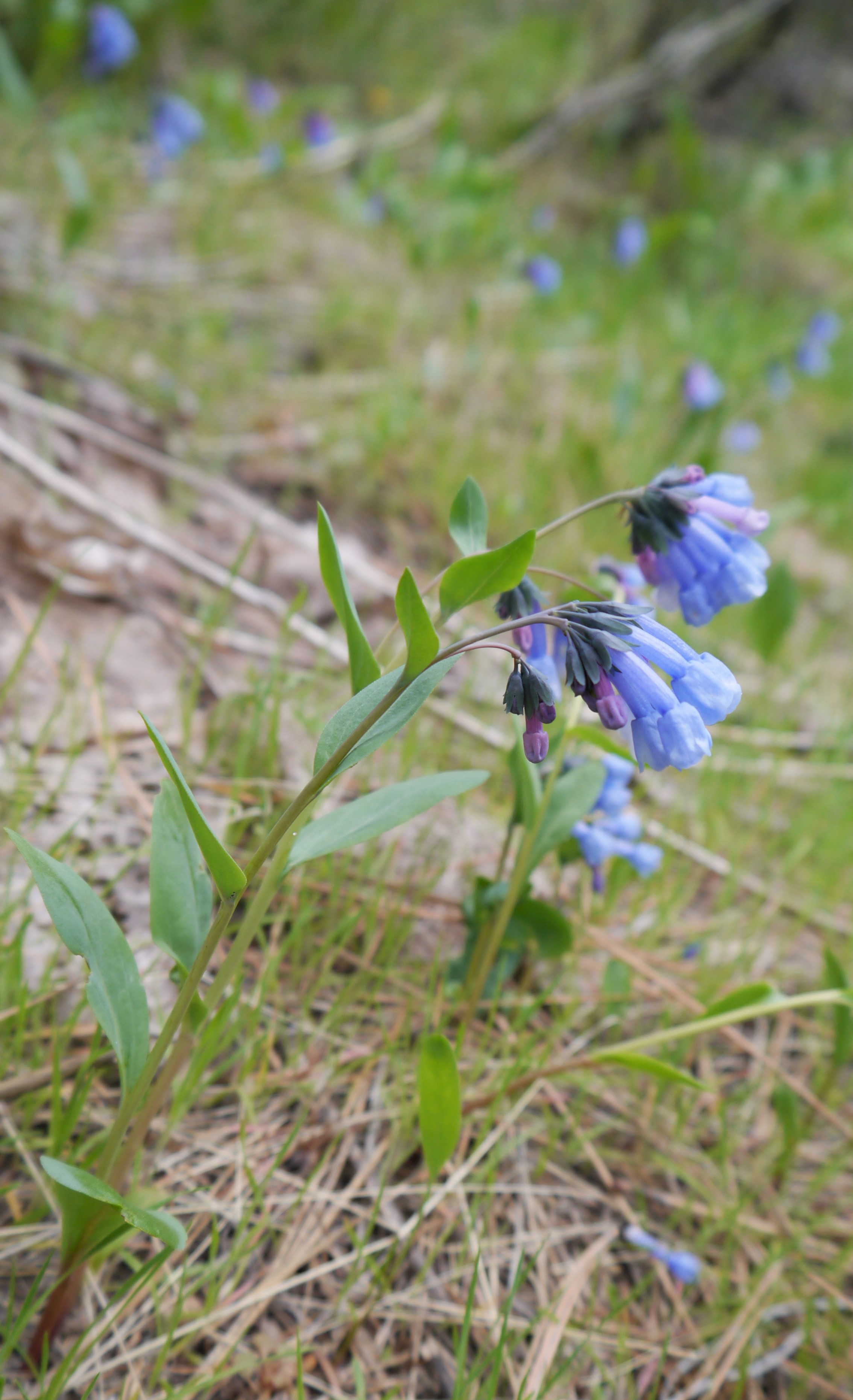
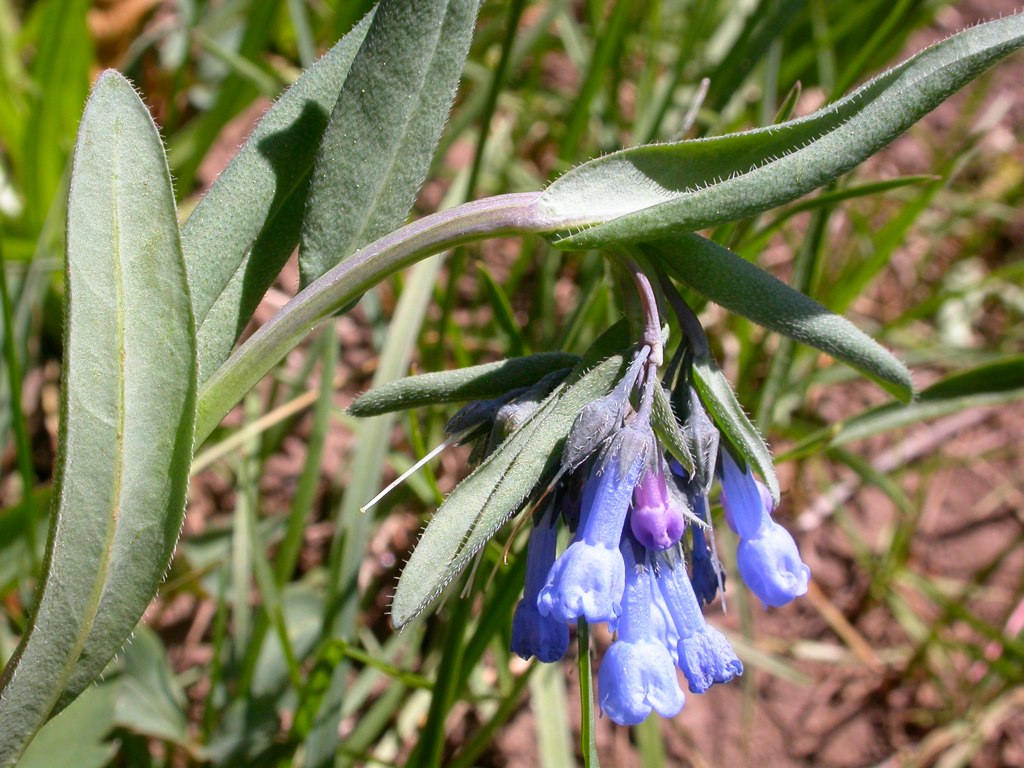
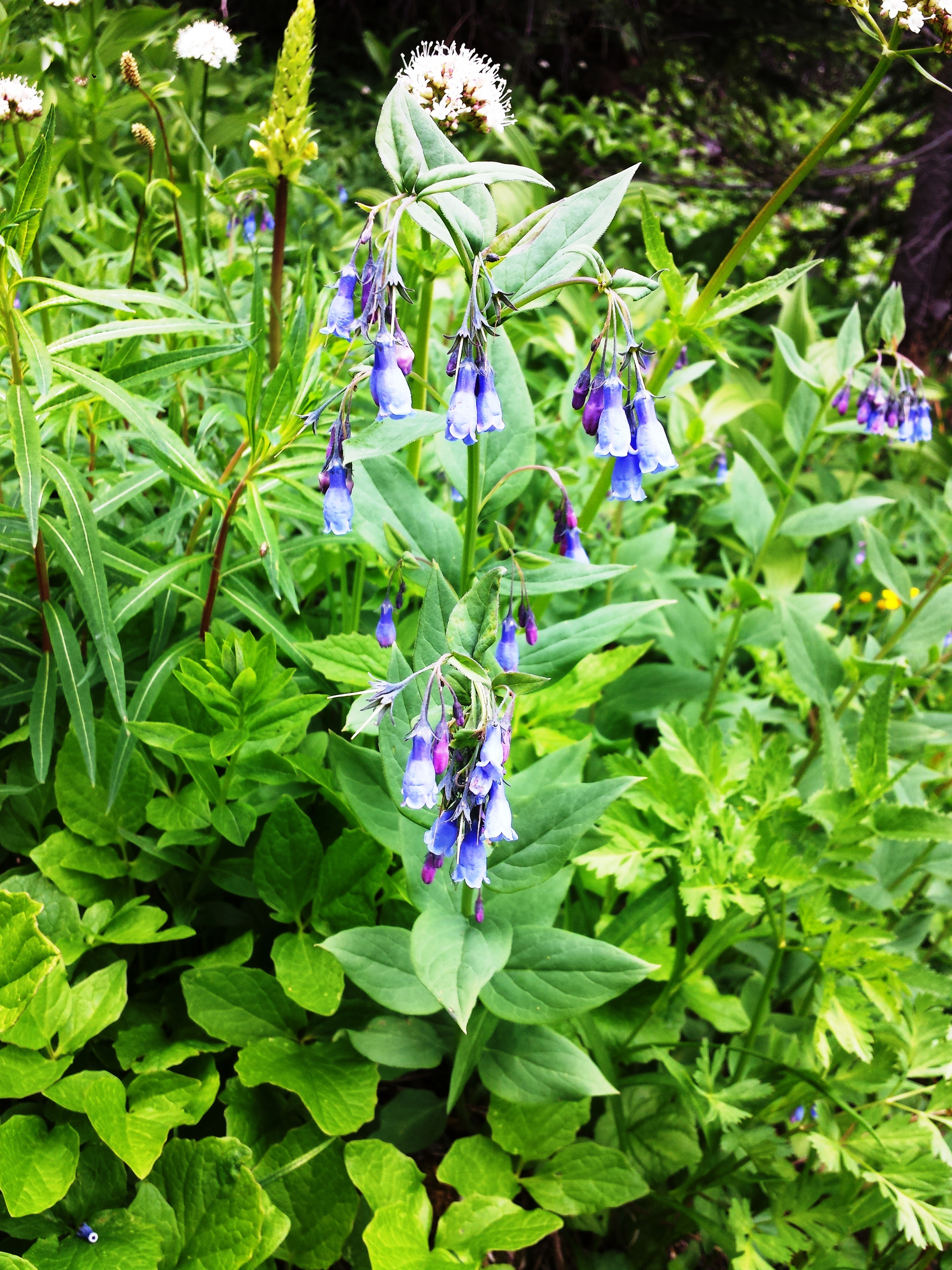
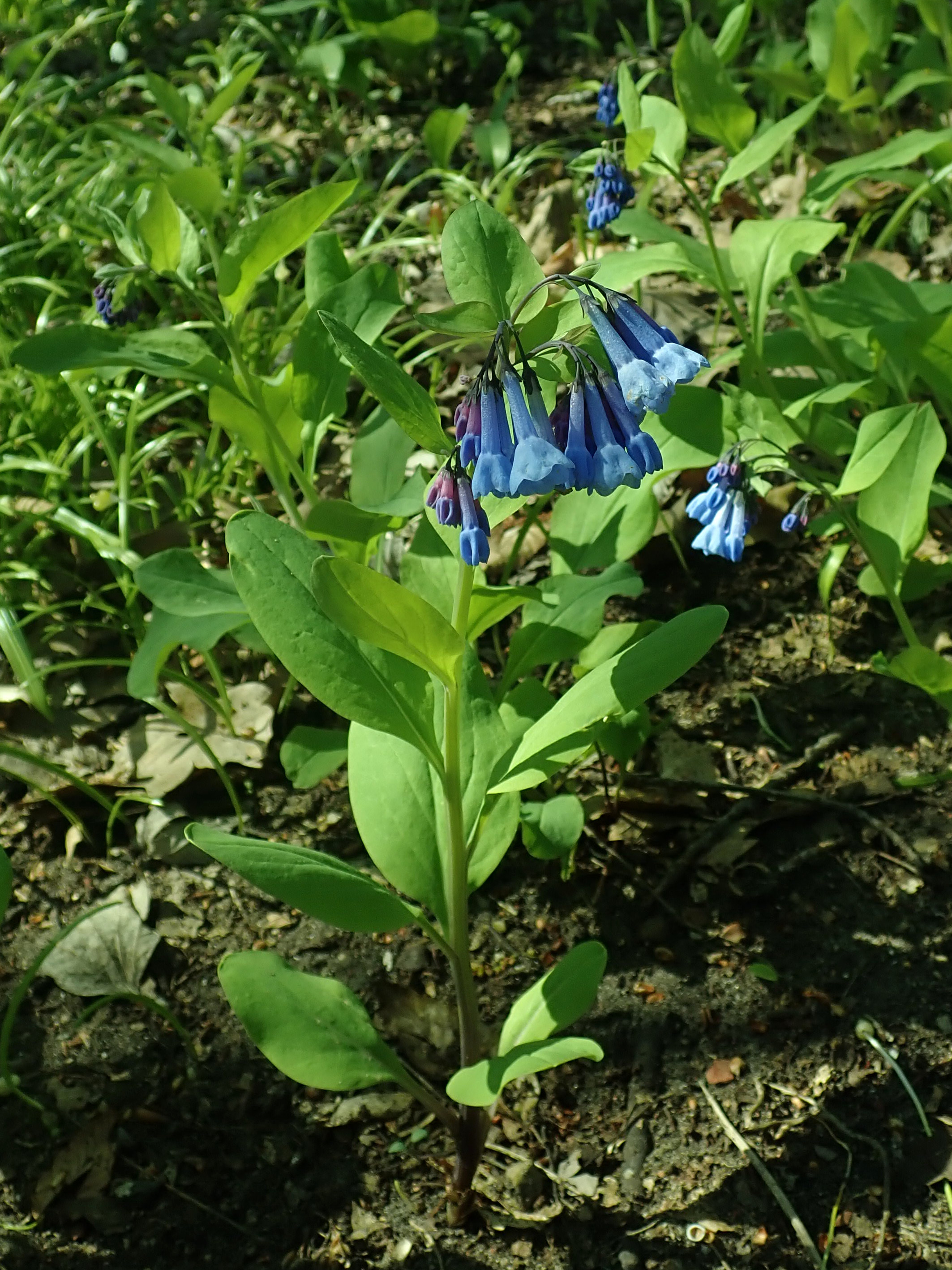

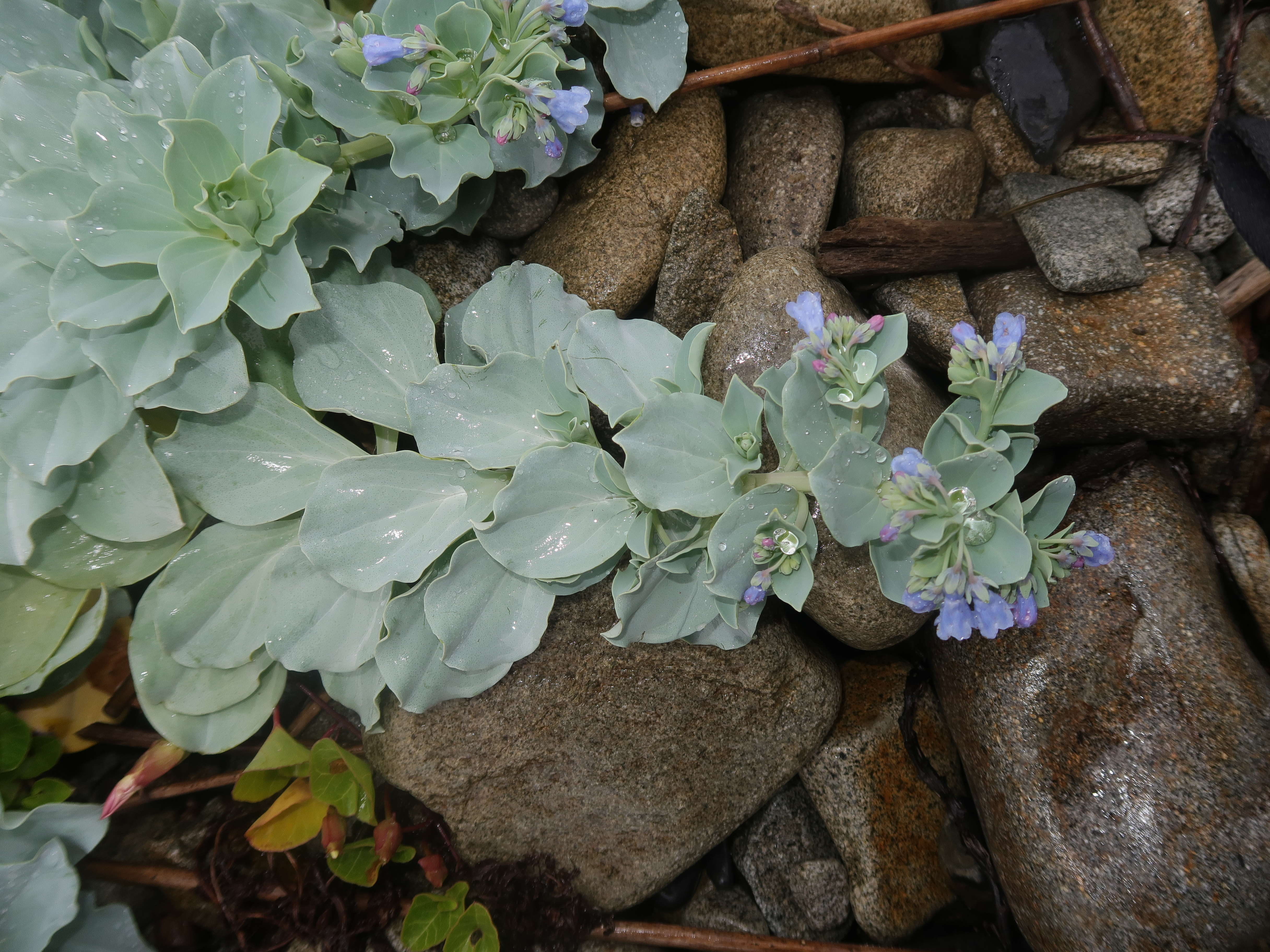
ハマベンケイソウ
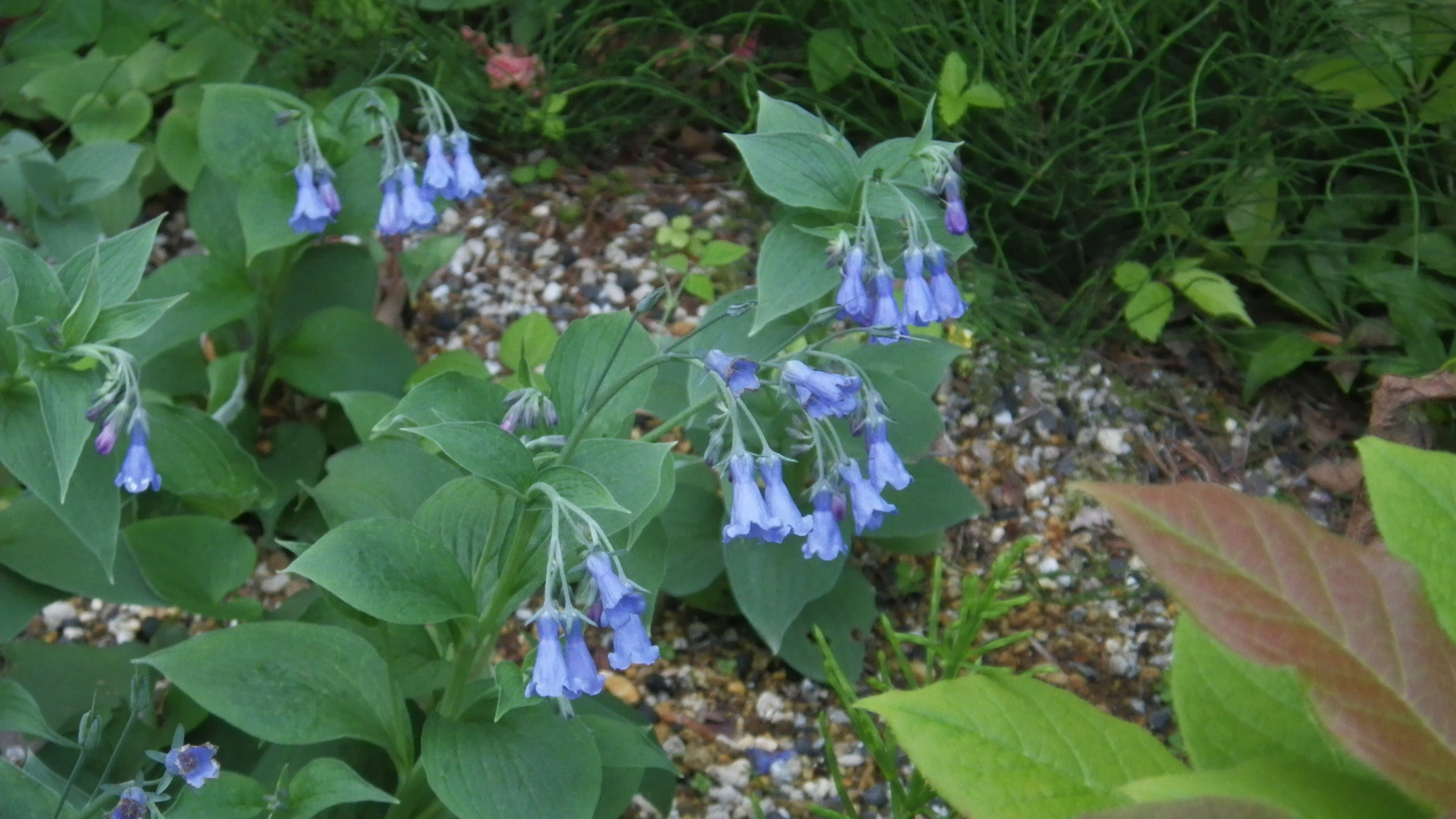
エゾルリソウ

- Mertensia bella
- Mertensia ciliata
- Mertensia lanceolata
- Mertensia longiflora
- Mertensia oblongifolia
- Mertensia paniculata
- Mertensia virginica